# Meghrashat
Meghrashat (in armeno Մեղրաշատ?) è un comune di 371 abitanti (2001) della provincia di Shirak in Armenia.